# (120640) 1996 PN
(120640) 1996 PN là một tiểu hành tinh vành đai chính. Nó được phát hiện bởi Robert H. McNaught và Jack B. Child ở Macquarie, Lãnh thổ Thủ đô Úc, Australia, ngày 9 tháng 8 năm 1996.